# Луї Бонтес
Луї Бонтес (нід. Louis Bontes; нар. 28 лютого 1956, Роттердам) — нідерландський політик.
Вивчав політологію в Університеті Еразмуса у Роттердамі. Працював на верфі, згодом був поліцейським, начальником поліції у Роттердамі. Закінчив кар'єру командиром округи, відповідальним за безпеку промислового району і порту.
На виборах у 2009 році здобув мандат члена Європарламенту від Партії свободи, у 2010 був обраний до нижньої палати Генеральних штатів. У 2013 році виключений з Партії свободи.